# Aldéhyde-déshydrogénase
Les aldéhydes-déshydrogénases (EC 1.2.1.3), ou ALDH, sont une superfamille d'enzymes de type déshydrogénases qui catalysent l'oxydation des aldéhydes, présentes chez l'ensemble des organismes vivants, incluant les bactéries, les archées et les eucaryotes.

## Classification
24 familles ALDH sont décrites dans le vivant. Certaines sont décrites chez les animaux uniquement, comme ALDH8 et ALDH9, d'autres seulement chez les plantes, comme ALDH11 et ALDH12. ALDH2, ALDH3, ALDH4, ALDH5, ALDH6 et ALDH7 sont communes aux plantes et aux animaux,. LDH1, ALDH4 et ALDH5 sont communes aux animaux et aux champignons. ALDH20 n'est décrite que chez des eucaryotes unicellulaires.

## Fonction
Les aldéhyde déshydrogénases sont des enzymes polymorphes responsables de l'oxydation des aldéhydes en acides carboxyliques.
Les ALDH sont notamment impliquées dans la détoxification d'aldéhydes toxiques et dans la réponse au stress abiotique, et peuvent être régulées par le stress. En présence d'inhibiteurs de l'ALDH, la concentration des aldéhydes très toxiques augmente et on peut observer l'effet antabuse. Certaines, comme les ALDH5, interviennent également dans le métabolisme du GABA ou encore dans la régulation du potentiel osmotique. Les ALDH10 de certaines espèces végétales comme le riz interviennent dans la synthèse d'osmoprotectants, comme la glycine bétaïne. Elles sont également impliquées dans la voie de biosynthèse de la carnitine et le développement précoce de la graine.
Il existe trois catégories différentes de ces enzymes chez les mammifères : la classe 1 (fort Km, cytosolique), la classe 2 (faible Km, mitochondrial), et la classe 3 (Km élevé, tels que ceux exprimés dans les tumeurs, l'estomac et la cornée). Dans les trois classes, il existe des formes constitutives et inductibles. ALDH1 et ALDH2 sont les enzymes les plus importantes pour l'oxydation aldéhyde, et toutes les deux sont des enzymes tétramères composées de sous-unités 54kDA. Ces enzymes se trouvent dans de nombreux tissus de l'organisme, mais leur concentration la plus élevée se trouve dans le foie.

## Types
Chez l'être humain, 19 aldéhydes déshydrogénases ont été identifiées, dont autant de gènes. Ils sont répartis en quatre sous groupes, ALDH1 à ALDH4 :
- ALDH1A1, ALDH1A2, ALDH1A3, ALDH1B1, ALDH1L1, ALDH1L2
- ALDH2
- ALDH3A1, ALDH3A2, ALDH3B1, ALDH3B2
- ALDH4A1, ALDH5A1, ALDH6A1, ALDH7A1, ALDH8A1, ALDH9A1, ALDH16A1, ALDH18A1

Chez Arabidopsis thaliana, 14 gènes codant des ALDH sont identifiés, répartis dans 9 familles. Ces enzymes peuvent être localisées dans des organites différents. Les ALDH2, par exemple, sont mitochondriales et cytosoliques.

## Mécanisme
L'oxydation de l'aldéhyde peut se résumer ainsi :
- RCHO + NAD+ + H2O → RCOOH + NADH + H+

|                                                    |
| Méchanisme d'action des aldéhydes-déshydrogénases. |